# Phlogophora interrupta
Phlogophora interrupta är en fjärilsart som beskrevs av W. Warren 1905. Phlogophora interrupta ingår i släktet Phlogophora och familjen nattflyn. Inga underarter finns listade i Catalogue of Life.